# Medemsand

Locatie van Medemsand

Medemsand is een zandplaat in de monding van de Elbe. Het ligt aan de Sleeswijk-Holsteinse kust ter hoogte van Otterndorf, (Nedersaksen), waar de Medem in de Elbe uitmondt. Het zuidelijke deel van de plaat heet officieel Medemgrund.
De plaat ligt direct naast de hoofdgeul van de Elbemonding. Bij hoogwater ligt de gehele plaat onder water. Schepen op weg naar Hamburg moeten er dus rekening mee houden dat het vaarwater hier veel smaller is dan het lijkt.
Rond het jaar 900 was Medemsand onderdeel van Hamburg onder de naam Me-Sand. Later, toen een deel van de kust onder Deense heersers kwam, werd Medemsand toebedeeld aan de Duitse deelstaat Sleeswijk-Holstein.
Helgoland · Düne